# Enver Gjerqeku
Enver Gjerqeku, född den 25 augusti 1928 i Gjakova i Kosovo i Jugoslavien, död den 24 oktober 2008, var en albansk poet.
Enver Gjerqeku studerade albanskt språk och litteratur vid universitet i Belgrad. Han var länge lärare i albanskspråkig litteraturhistoria vid filosofiska fakulteten vid universitet i Pristina. Han blev sedermera fullvärdig medlem i Kosovos akademi för vetenskap och konst.
Den första diktsamling han utgav året 1957 var en melankolisk präglad reflektion över barndomens ängder, följd av ett tiotal andra sorgsna och klagande diktsamlingar.